# Breitefeld (Hessischer Landrücken)
Das Breitefeld ist ein ca. 450 m ü. NHN hohes Hochplateau auf dem Landrücken, dem verbindenden Höhenzug zwischen Rhön und Vogelsberg.

## Geographische Lage
- Das Breitefeld liegt zwischen dem Ort Rückers im Naturpark Hessische Rhön und den Orten Elm und Hutten im Naturpark Spessart.
- Es grenzt im Norden an das „Naherholungs- und Quellgebiet Steinkammer“, einem Landschaftsschutzgebiet in der Gemarkung von Rückers.
- Das Hochplateau liegt auf einer bedeutenden Wasserscheide, der Rhein-Weser-Wasserscheide, einer Grenze der Einzugsgebiete der großen Ströme von Rhein und Weser.
- Über das Breitefeld verläuft die politische Grenze zwischen dem Regierungspräsidium Kassel und dem Regierungspräsidium Darmstadt, dem Landkreis Fulda und dem Main-Kinzig-Kreis, der Gemeinde Flieden und der Stadt Schlüchtern.

## Naturräumliche Gliederung
Das Hochplateau des Breitefelds gehört zum Hessischen Landrücken einem von Ost nach West verlaufenden Basaltrücken und zählt zur Haupteinheit 353, Vorder- und Kuppenrhön (mit Landrücken). Als natürliche Grenze trennt es den Naturraum Fliedener Becken (352.00), in dem die Fliede alle wichtigen Quell- und Nebenflüsse aufnimmt, vom Schlüchterner Becken (141.6), in dem die Kinzig alle wichtigen Quell- und Nebenflüsse aufnimmt.

## Natur und Erholung
- Vom Breitefeld aus hat man eine schöne Aussicht in das Land der offenen Fernen mit der Stadt Fulda, der Milseburg, der Wasserkuppe und dem Dammersfeld.
- In der Gemarkung Rückers befindet sich auf dem Breitefeld eine freistehende als Naturdenkmal eingestufte alte Hainbuche.
- Das Breitefeld liegt im Bereich einer überregionalen Vogelzuglinie. Naturbeobachter können vom Breitefeld aus im Frühjahr und im Herbst die über den Landrücken ziehenden Kraniche in ihren keilförmigen Formationen beobachten[1].
- Die offene Kulturlandschaft des Breitefelds wird von dem in der Bundesrepublik Deutschland nur noch selten vorkommenden und streng geschützten Greifvogel, dem Roten Milan (Milvus milvus) als Nahrungshabitat genutzt[2].

### Rundwanderwege des Naturparks Hessische Rhön
Über das Breitefeld führen der Rundweg 1, der Rundweg 3 und der Rundweg 4 des Naturparks Rhön.
- Der Rundweg 1 mit einer Länge von 8 km führt von der Steinkammer zunächst nach Keutzelbuch dann nach Süden über das Breitefeld durch die reizvolle Landschaft vorbei an Naturdenkmalen (alte Eiche und alte Hutebuchen) nach Westen zum Berghof und zurück[3].
- Der Rundweg 3 mit einer Länge von 9 km führt von der Steinkammer über die Hochfläche des Breitefeldes nach Hutten über das Fliegenhäubchen zum Berghof und zum Ausgangspunkt zurück[4].
- Der Rundweg 4 mit einer Länge von 4,2 km führt durch die kleinräumig gegliederte Wald- und Wiesenlandschaft des Landschaftsschutzgebietes „Steinkammer“[5].

### BUND Rundwanderweg
Durch das Breitefeld mit seiner parkartigen Offenlandschaft führen die Rundwanderwege Nr. 1 und Nr. 2 des BUND Schlüchtern von der Burg Brandenstein kommend über das Breitefeld, an der Steinkammer vorbei, zum Krackhof und anschließend über Kautz nach Wallroth.

### Ökumenischer Jakobsweg
Über das „Breitefeld“ führt der 125 km lange Ökumenische Jakobsweg von Fulda an den Main. Die Strecke führt von Flieden kommend nach Rückers hinauf auf die Steinkammer und über das Breitefeld den Distelrasen hinunter nach Schlüchtern. Der Pilgerweg gehört zum Verbindungssystem der „Via Regia“, deren Wegenetz von der Ukraine bis nach Spanien führte.

### 117. Europäischer Kulturweg: „Vom Landrücken in alle Himmelrichtungen“
Vom Breitefeld aus gelangt man vom Ort Hutten aus auf den 117. Europäischer Kulturweg: „Vom Landrücken in alle Himmelrichtungen“. Der Kulturweg des Archäologischen Spessartprojekts ist elf Kilometer lang und führt von Hutten über die Burg Brandenstein nach Elm über das FFH-Gebiet Escherts zurück nach Hutten zum Huttener Berg.

## Infrastruktur

### Neubaustrecke Gelnhausen–Kalbach (Variante IV)
Das Breitefeld liegt auf der von der DB Netz AG bevorzugten Trasse für die Neubaustrecke Gelnhausen-Kalbach, (Trassenvariante IV).
Geplant ist ein 10 km langer Eisenbahntunnel, der den Berg nicht auf dem kürzeren Weg von Nord nach Süd (Trassenvariante Variante V) quert, sondern aus Richtung Norden von Fulda über Kalbach kommend, längs von Ost nach West – über die Gemarkung Rückers mit dem Hermannswinkel, der Steinkammer (Naherholungs- und Quellgebiet) und dem Breitefeld – nach Schlüchtern führt.
Im großräumigen Gebiet befinden sich eine der bedeutendsten Wasserscheiden in Deutschland, die Rhein-Weser-Wasserscheide, und die wichtigsten Quellen der Gemeinden Kalbach und Flieden.
Dies sind die Quellen im Tiefwieschen unterhalb des Fliegenhäubchens (Wasserversorgung der Gemeinde Kalbach), die Quellen im Hermannswinkel und unterhalb der Steinkammer, die Struth- und die Arischquelle (Wasserversorgung der ehem. Gemeinde Rückers) und die Quellen im Kalkofen (Wasserversorgung der Gemeinde Flieden).
Zurzeit läuft das Raumordnungsverfahren. Parallel zum Raumordnungsverfahren laufen bereits die Erkundungsbohrungen für den Ausbau der Strecke.
Die von der Variante IV stark betroffenen Kommunen Bad Soden-Salmünster, Schlüchtern, Steinau und Kalbach lehnen diese Variante ab.

### Energiekontor Windpark „Spessart“ (Schlüchtern-Elm)
Der Windpark „Spessart“ (Schlüchtern/Elm) ist ein von der Energiekontor AG im Frühjahr 2002 an den Standorten Schlüchtern-Elm und Schlüchtern-Hutten errichteter Windpark.
Der Windpark verfügt über insgesamt 7 Windenergieanlagen vom Typ GE 1,5 sl, mit einer Nennleistung von jeweils 1.500 kW, einer Nabenhöhe von 85 Metern und einem Rotordurchmesser von 77 Metern.

### HSE Windpark Schlüchtern I
Der HSE Windpark Schlüchtern I wurde von der HSE im März 2010 am Standort Schlüchtern-Hutten in Betrieb genommen. Er besteht aus drei Windenergieanlagen vom Typ Vestas V90, mit einer Nennleistung von 2000 kW, einer Nabenhöhe von 125 Meter und einem Rotordurchmesser von 90 Metern.

### HSE Windpark Schlüchtern II
Der HSE Windpark Schlüchtern II, wurde im März 2011 am Standort Schlüchtern-Hutten in Betrieb genommen. Er besteht aus zwei Windenergieanlagen vom Typ Vestas V90, mit einer Nennleistung von 2000 kW, einer Nabenhöhe von 125 Meter und einem Rotordurchmesser von 90 Metern.